# Loves Park, Illinois
Loves Park là một thành phố thuộc quận Winnebago, tiểu bang Illinois, Hoa Kỳ. Năm 2010, dân số của thành phố này là 23996 người.

## Dân số
Dân số qua các năm:
- Năm 2000: 20044 người.
- Năm 2010: 23996 người.